# Wat eten we?
Wat eten we? is een Nederlands televisieprogramma dat oorspronkelijk werd uitgezonden door SBS6, vanaf het derde seizoen werd het uitgezonden door Net5. Het programma werd in samenwerking met Jumbo Supermarkten gemaakt en werd gepresenteerd door televisiekok Roberta Pagnier, en enkele maanden door Jet van Nieuwkerk.

## Format
In het kookprogramma maakt presentatrice en kok Roberta Pagnier iedere aflevering een nieuwe maaltijd, in tegenstelling tot andere kookprogramma's doet zij dit niet versneld zodat de kijker op het moment dat het programma uitgezonden wordt het gerecht stap voor stap gelijk mee kan klaarmaken. De kijkers konden via een app van Jumbo de boodschappenlijstjes een week van tevoren downloaden, zodat ze de juiste ingrediënten in huis hadden voor de aflevering.

## Seizoensoverzicht
| Seizoen | Aantal afleveringen | Start seizoen   | Einde seizoen    | Presentatie                         | Zender |
| ------- | ------------------- | --------------- | ---------------- | ----------------------------------- | ------ |
| 1       | 100                 | 7 januari 2019  | 24 mei 2019      | Roberta Pagnier                     | SBS6   |
| 2       | 112                 | 27 mei 2019     | 24 december 2019 | Roberta Pagnier                     | SBS6   |
| 3       | 60                  | 6 januari 2020  | 27 maart 2020    | Roberta Pagnier                     | Net5   |
| 4       | 188                 | 5 mei 2020      | 29 januari 2021  | Jet van Nieuwkerk / Roberta Pagnier | Net5   |
| 5       | 200                 | 1 februari 2021 | 24 december 2021 | Roberta Pagnier                     | Net5   |

## Achtergrond
Wat eten we? ging op maandag 7 januari 2019 van start tijdens de vooravond op SBS6 met Roberta Pagnier als presentatrice en kok. Het programma werd iedere werkdag uitgezonden en werd in samenwerking met Jumbo Supermarkten gemaakt. De eerste twee seizoenen werden uitgezonden door SBS6, vanaf het derde seizoen werd het programma uitgezonden door Net5.
Voor het vierde seizoen, dat van start ging op 5 mei 2020, werd Pagnier vervangen door Jet van Nieuwkerk. Toen Van Nieuwkerk halverwege het seizoen, in oktober 2020, met zwangerschapsverlof ging, keerde Pagnier terug. Vervolgens keerde Van Nieuwkerk na haar zwangerschapsverlof niet meer terug waardoor Pagnier weer vast aan het programma verbonden werd.
Na vijf seizoenen en 660 afleveringen kwam het programma op 24 december 2021 ten einde.